# 真・三國無双 英傑伝
『真・三國無双 英傑伝』（しん・さんごくむそう えいけつでん）は、コーエーテクモゲームスより2016年8月3日に発売されたゲームソフト。対応プラットフォームはPlayStation 4、PlayStation 3、PlayStation Vita。
キャッチコピーは「それは、描かれないはずだった三国志。」。

## 概要
『三國志』の世界を描いた一騎当千のアクションゲームとして15年を数える『真・三國無双シリーズ』初のシミュレーションRPG。主人公は三国時代の蜀の英雄・趙雲で、オリジナルキャラクターも登場する。
タイトルの「英傑伝」は、コーエーより1995年に発売されたシミュレーションRPG『三國志英傑伝』から取られている。

## 登場人物
趙雲（ちょううん）
声 - 小野坂昌也
本作の主人公。
雷斌（らいひん）
声 - 古川慎
字は師伯。趙雲の古くからの親友。歴史を調べるのが好きで、好奇心旺盛な学者肌。住む村の近くに封印されていた黎霞に通遇し、その封印を解いてしまう。その後は趙雲、黎霞と共に行動する。会話に四字熟語を用いることが多い。
本作のオリジナルキャラクター。
黎霞（れいか）
声 - 津田美波
常山の近くに長年封印されていた少女。封印を解かれた後は趙雲、雷斌と共に行動する。最初は自身の失われた力を取り戻すことにしか興味がなく人間のことも信用していなかったが、多くの人間と出会う中で変わっていき彼らにも協力するようになる。
本作のオリジナルキャラクター。

### その他の無双武将
蜀
関羽、張飛、諸葛亮、劉備、馬超、黄忠、魏延、関平、龐統、姜維、馬岱、徐庶、関興、張苞、関銀屏、法正
魏
夏侯惇、典韋、張遼、曹操、許褚、夏侯淵、徐晃、張郃、曹仁、曹丕、甄姫、賈詡、郭嘉、楽進、李典、于禁、荀彧
呉
周瑜、陸遜、孫尚香、甘寧、孫堅、太史慈、呂蒙、黄蓋、周泰、凌統、孫策、孫権、小喬、大喬、練師、魯粛、韓当、朱然
晋
司馬懿、司馬師、司馬昭、王元姫
他
貂蝉、呂布、呂玲綺、陳宮、董卓、袁紹